# Kościół św. Józefa Oblubieńca Najświętszej Maryi Panny w Ińsku
Kościół świętego Józefa Oblubieńca Najświętszej Maryi Panny w Ińsku – rzymskokatolicki kościół parafialny należący do parafii pod tym samym wezwaniem (dekanat Ińsko archidiecezji szczecińsko-kamieńskiej).
Obecna świątynia to dawna kostnica przy cmentarzu, poświęcona w dniu 19 marca 1945 roku w dzień św. Józefa i zaadaptowana dla potrzeb liturgii katolickiej. Aby zwiększyć jej powierzchnię, w latach 1953–54 dobudowano dwie zakrystie i prezbiterium, następnie chór. W 1976 roku, gdy zostało wydane zezwolenie na budowę dzwonnicy, wykorzystano je budując wieżę. Dzięki temu uzyskano „pomieszczenie chóralne”, powiększające przestrzeń świątyni. Właściwa dzwonnica powstała później, w 1983 roku po południowej stronie świątyni.
Wnętrze świątyni zostało zmienione, belkowany sufit płaski został wymieniony na beczkowy odeskowany. Na ścianie prezbiterium jest zawieszony krzyż między dwoma oknami przeszklonymi witrażami. W oknie lewym znajduje się wizerunek Matki Bożej Bolesnej, natomiast w prawym wizerunek św. Jana. Witraże zostały wykonane przez państwo Kisielewskich ze Szczecina w 1993 roku. W ciągu 3 kolejnych lat powstały witraże umieszczone w 6 oknach ścian bocznych. Po lewej stronie są to wizerunki: Cudownego połowu ryb, Pana Jezusa błogosławiącego dzieci, Pana Jezusa z uczniami wśród zbóż, z kolei po stronie prawej znajdują się wizerunki Jezu ufam Tobie, św. Brata Alberta Chmielowskiego, Ojca Świętego Jana Pawła II błogosławiącego Matkę Teresę z Kalkuty. Ostatnie, największe, trójkątne okno we frontonie świątyni zostało przeszklone w 2001 roku. Są na nim przedstawione: Trójca Przenajświętsza, symbol Roku Jubileuszowego 2000, herb arcybiskupa Zygmunta Kamińskiego, herb Ińska. Polichromowane figury Matki Bożej Niepokalanej i św. Józefa, do 1993 roku umieszczone przy krzyżu, zostały ustawione na postumentach przy bocznych ścianach.